# دیوید بیست (ورزشکار)
دیوید بیست (انگلیسی: David Bissett؛ زادهٔ september ۲۶, ۱۹۷۹ (۴۵ سال)) ورزشکار بابسلد اهل کانادا است.
وی در مسابقات کشوری و بین‌المللی در مجموع برندهٔ ۱ مدال نقره، ۱ مدال برنز شده‌است.